# Banco Austral de Chile
Banco Austral de Chile (anteriormente Banco Chileno-Yugoslavo) era un banco chileno que estuvo operativo entre 1958 y 1982, con sede en Punta Arenas. Fue intervenido por la dictadura militar tras la crisis económica de 1982 y fue liquidado ese mismo año.

## Historia

### Banco Chileno-Yugoslavo
El banco fue fundado el 30 de agosto de 1958 por un grupo de empresarios de origen yugoslavo que estaban radicados en Punta Arenas. La Superintendencia de Bancos e Instituciones Financieras de Chile (SBIF) autorizó la existencia del Banco Chileno-Yugoslavo el 15 de octubre de 1958, otorgándole la autorización para iniciar actividades el 24 de octubre del mismo año. El Banco Chileno-Yugoslavo inició sus operaciones el 3 de noviembre de 1958.
Hacia fines de los años 1960 algunos de los accionistas del banco eran empresarios de la zona de Magallanes, como por ejemplo Nicolás Simunovic Sapunar —quien era presidente de la institución en 1970—, Salvador Camelio di Biase, Doimo Ursic Mosic, Arturo Solo de Zaldívar Montes, y Juan Kuzmanic Razmilic.
Entre 1971 y 1972 el banco formó parte del proceso de nacionalización de la banca que impulsó el presidente Salvador Allende, mediante el cual el Banco del Estado y el Banco Central adquirieron parte de las acciones del Banco Chileno-Yugoslavo. Hacia septiembre de 1973 el Estado era propietario del 78,16% de las acciones del banco.
Entre marzo de 1977 y junio de 1978 el banco estuvo intervenido y se designó un administrador provisional (Miguel Zlatar Manzanares), con lo cual el banco inició su proceso de retorno a manos privadas.

### Banco Austral de Chile

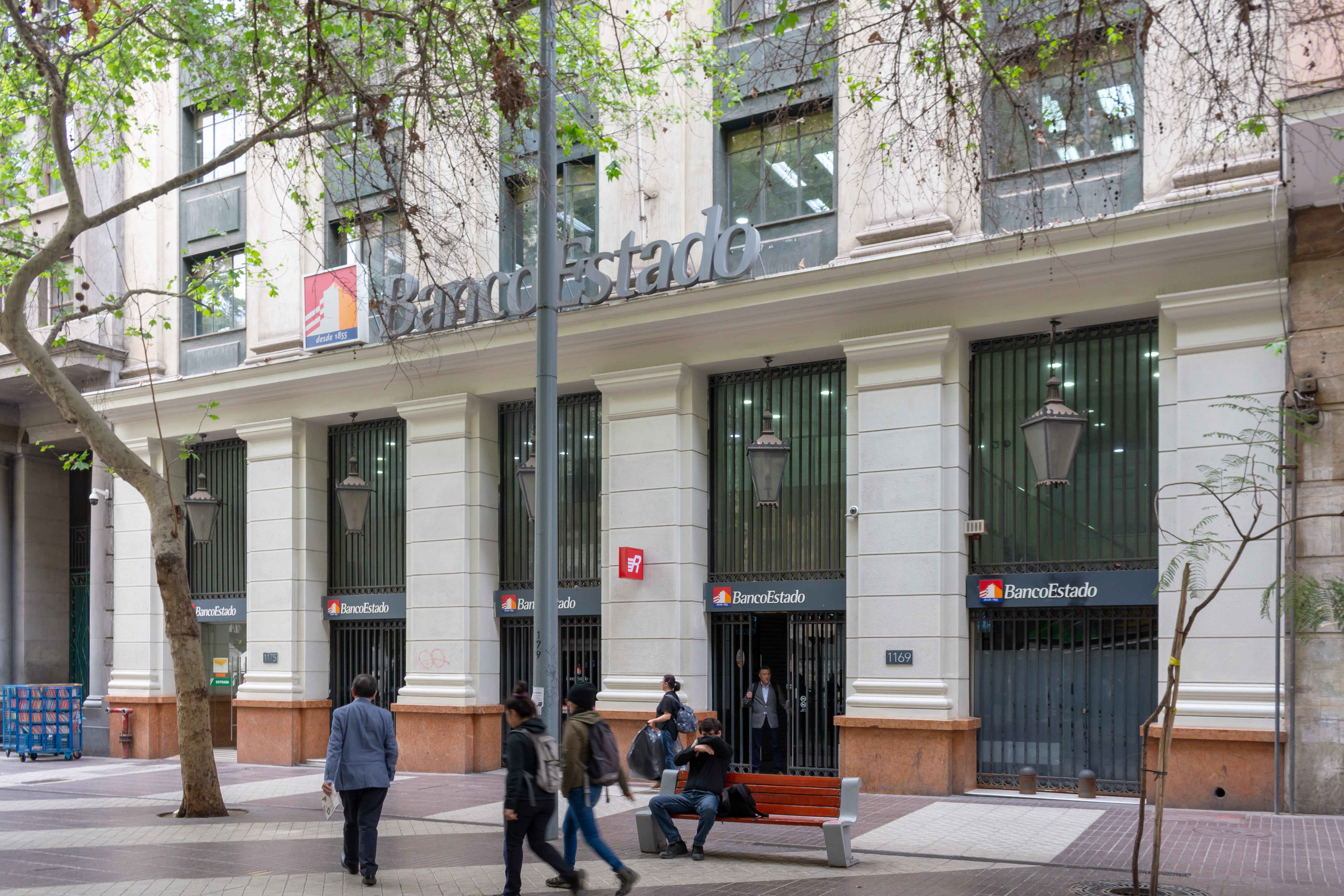
Edificio que albergó a la oficina principal del Banco Austral de Chile en Santiago entre 1981 y 1982 (actualmente ocupado por BancoEstado).

El 22 de marzo de 1979, la institución cambió su nombre a Banco Austral de Chile. El 29 de junio inauguró su sucursal en Santiago (ubicada en la intersección de Moneda con Matías Cousiño, trasladándose en años siguientes a Huérfanos 1175), expandiendo su presencia dentro del país, además de poseer dos cajas auxiliares en Punta Arenas (una en la entrada del Caracol Austral y otra en la Zona Franca de dicha ciudad).
El 30 de abril de 1982, el Banco Austral de Chile fue intervenido por el Ministerio de Economía, asignándole un administrador provisional; ese mismo día también fue intervenido el Banco de Fomento del Bío-Bío. El 8 de julio del mismo año se revocó la autorización de existencia del banco, iniciando su proceso de liquidación. El último consejo directivo del banco estuvo encabezado por Orlando Sáenz (presidente) y Alejandro Iglesias (gerente general).